# 本杰明·李·沃夫
本杰明·李·沃夫（英語：（/wɔːrf/），1897年4月24日—1941年7月26日），美国语言学家、火灾预防工程师。在知名物理学家阿尔伯特·爱因斯坦广义相对论概念的影响下，沃夫提出各语言结构之间的形状差异影响说话者对世界的感知及概念化的概念（即語言相對論）。因该理论由其本人与导师爱德华·萨丕尔共同提出，又称“萨丕尔–沃夫假说”。尽管如此，语言相对论概念还是有19世纪后黑格尔时代哲学思想的影子，尤其吸收了威廉·馮·洪堡和威廉·冯特《民族心理学》的影子。
虽然毕生以化学工程师为业，沃夫年轻时就对语言学产生浓厚兴趣。一开始，这种兴趣吸引他研究圣经希伯来语，随后转而自行研究中部美洲的土著语言。其对土著语言的研究影响到学界，其本人则于1930年获得亲自前往墨西哥研究纳瓦特尔语的机会，回国后在几场语言学大会上展示多份影响深远的论文。从这时候开始，沃夫在耶鲁大学教授爱德华·萨丕尔的带领踏入了语言学的领域，同时兼顾在哈特福火险公司的工作。在耶鲁期间，沃夫负责研究霍皮语及猶他－阿茲特克語系的歷史語言學，在专业期刊发表多篇有影响力的论文。1938年，沃夫有幸接任因病休假的萨丕尔，在自己主持的研讨会上介绍“美洲印第安语言学问题”。除了语言相对论的知名理论，沃夫还起草了霍皮语语法草图、研究纳瓦特尔语的方言、尝试破译玛雅象形文字、发表史上首次尝试重构猶他－阿茲特克語系的结果。
1941年沃夫癌症病逝后，语言学家好友策划展览他的手稿，以此推广沃夫在语言、文化及感知方面的思想。沃夫的许多研究在他死后十年内才发表。到1960年代，沃夫的观点不再受宠，其本人成为学界严厉抨击的对象，认为语言结构主要反映认知普遍性而非文化差异。批评人士认为沃夫的思想是由糟糕的分析或被误解的数据得来的，不仅无法验证，而且表述也不当。
直到20世纪末，学界才重新关注沃夫的思想。新一代学者开始重读沃夫的著作，最终发现之前的批评声音只是流于表面地观察了沃夫思想，或是把他从未发表过的思想算到他的头上。此外，沃夫的语言相对性已经是心理语言学及语言人类学的研究重点，并继续成为相对主义派及普遍主义派持续争论的话题。相比之下，沃夫在语言学领域的其他贡献则获得广泛认可，包括同位異音、隐性类型及猶他－阿茲特克語系历史学的“沃夫法则”。

## 生平

### 早年
1897年4月24日，本杰明·李·沃夫在美国马萨诸塞州温思罗普出生。父亲哈利·彻奇·沃夫（Harry Church Whorf）是艺术家、知识分子、设计师，一开始当广告画家，后来成了剧作家。母亲叫莎拉·埃德娜·李·沃夫（Sarah Edna Lee Whorf）。本杰明有两个弟弟，一个叫约翰，一个叫理查德，两者都是知名的艺术家，前者是享誉国际的画家、插画师，后者参演电影《勝利之歌》、执导《比佛利乡巴佬》等电视剧，获得艾美奖提名。而本杰明则是三兄弟中最有学识的一位，很小的时候就用父亲的摄影装备做化学实验。他还是个狂热的书迷，喜欢读植物学、占星术和中美洲前史的著作，曾把威廉·普雷斯科特的《墨西哥征服史》读了好几遍。17岁那年，沃夫开始将自己的想法与梦想写成一部内容丰富的日记。

### 火灾预防
1918年，沃夫凭借化学工程学位从麻省理工学院毕业，学业成绩平平。1920年，沃夫与西莉亚·伊内兹·佩卡姆（Celia Inez Peckham）结婚，育有三子，分别是雷蒙德·本（Raymond Ben）、罗伯特·佩卡姆（Robert Peckham）和西莉亚·李（Celia Lee）。大约在那个时候，沃夫在哈特福德火灾保险公司担任防火工程师（检查员）。沃夫工作表现十分出色，受到同事高度赞扬。按照工作需要，沃夫须到新英格兰各地的生产设施进行检查。有一次他来到一家化工厂，主管怕别人看到机密的生产流程，不给他进入。在被主管告知工厂生产的东西后，沃夫在纸上写了一条化学公式，说“我觉得你们在做这个东西”。主管问他为什么会知道机密的生产过程，他直接回答：“你用其他方法做不了。”
在为公司招徕新客户的时候，对方被他周到的检查及建议折服。沃夫经常用用自己工作时碰到的一件趣事证明语言使用会影响人的习惯行为：在他去过的工作场所里，有一个地方的一个房间装满了石油桶，另一个房间则放满了空桶；在他看来，空油桶会有蒸汽蒸发，满桶没有，所以空桶比满桶更危险。然而工人们处理空桶的时候不那么上心，而且会在空桶的房间里抽烟，而不是在满桶的房间里。他认为工人们之所以会这样，是因为大家习惯上把充满蒸汽的桶称为空桶，之后进而说是惰性的桶，所以工人们对在“空桶”附近抽烟的风险不以为然。

### 早年对宗教与语言的兴趣
沃夫毕生笃信宗教，至于是哪个宗教，学界一直有所争论。由于沃夫年轻时写了一份题为《我为什么摒弃演化论》（Why I have discarded evolution）的手稿，部分学者认为他是虔诚的循道宗信徒，受原教旨主义影响，可能支持创造论。然而纵观一生，沃夫主要对神智学感兴趣。作为以佛教及印度教教义为基础的非宗派组织，神智学提倡世界是相互关联的整体、人类的团结和兄弟情谊“不分种族、信仰、性别、种姓及肤色”的观点.。部分学者认为宗教倾向及科学倾向的相互冲突推动了沃夫思想的发展，尤其是吸引他提出语言相对论的观点。沃夫曾说“我接触过的各种人当中，通神论的人似乎对新思想最感兴趣”。
大约在1924年，沃夫开始对语言学感兴趣。最开始他研究圣经文字，试图揭示隐藏在背后的意义。在安托万·法布尔·多利维西方秘契主義《希伯来语的复兴》（La langue hebraïque restituée）影响下，沃夫开始从语义和语法层面分析圣经希伯来语。沃夫早期关于希伯来语和玛雅语的手稿被认为在一定程度上展示出神秘色彩，试图揭示字形和字母的深奥含义。

### 中美洲语言早期研究
沃夫主要在沃特金森图书馆（现哈特福德公共图书馆）研究圣经语言。该馆藏有大量关于美洲原住民语言及民俗的材料，由詹姆斯·哈蒙德·特朗布尔收集。沃夫正是在沃特金森图书馆的时候结识当时还很年轻的约翰·比塞尔·卡罗尔。卡罗尔之后师从伯尔赫斯·弗雷德里克·斯金纳研究心理学，1956年将沃夫的论文集结成《语言、思想与现实》（Language, Thought and Reality）出版。
馆藏资料重燃沃夫对中美洲古代文化的兴趣。1925年，沃夫开始研究納瓦特爾語，1928年开始研究玛雅文字。用不了很长时间，沃夫就熟悉了这些材料，开始和哈佛大学玛雅考古学家阿尔弗雷德·托泽、布鲁克林博物馆研究员赫伯特·斯宾登等中美洲学家进行学术交流。
1928年，沃夫在国际美洲学家大会上发表自己对哈佛皮博迪考古与民族学博物馆馆藏纳瓦特尔语文件的翻译。同时他开始研究猶他－阿茲特克語系的比较语言学，这种语系当时才刚由愛德華·薩丕爾提出。除了纳瓦特尔语，沃夫还研究了皮曼语和泰佩卡诺语，同时与语言学家J·奥尔登·梅森书信往来。

### 墨西哥实地考察
由于沃夫在犹他－阿兹特克语系的研究中展现出承诺，托泽和斯宾登建议沃夫向社会科学研究会申请研究经费。沃夫计划用这笔钱去墨西哥，为沃特金森图书馆采购阿兹特克手稿，但托泽建议他去当地记载现代的纳瓦特尔方言。在申请文件中，沃夫提到要设立纳瓦特尔语的多式综合语性质。出发前夕，沃夫向美国语言学会提交了“玛雅的词干系列”论文，认为玛雅语系音节带有象征性的内容。1930年，沃夫利用语言学会提供的资金前往墨西哥城。身处当地的罗伯特·H·巴洛教授让他和说纳瓦特尔语的当地人联络，让对方当线人，其中包括迪坡斯特蘭的马里亚诺·罗哈斯和上米尔帕的卢兹·希门尼斯。通过这趟旅行，沃夫描绘了上米尔帕纳瓦特尔语的草图，而这张草图直至他死后才发表。另外还有一系列介绍莫雷洛斯州迪坡斯特蘭德波戴科遗址阿茲特克文字的文章，其中他介绍了阿兹特克与玛雅日期标志在形式和含义上的相似之处。

### 耶鲁时期

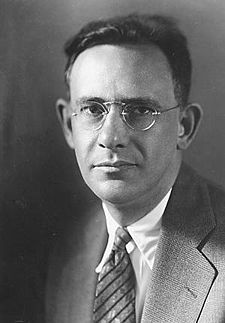
沃夫在耶鲁时期的语言学导师愛德華·薩丕爾。

1930年回到墨西哥时候，已经在中美语言学界名声鹊起的沃夫自主学习语言学理论及实地考察方法论。沃夫在学术大会上认识当地美国最著名的语言学家萨丕尔，后者于1931年从芝加哥大学转到耶鲁大学担任人类学教授。阿尔弗雷德·托泽尔给萨丕尔寄了沃夫介绍“纳瓦特尔语调和萨尔蒂略”论文的副本。萨丕尔认为论文应该用各种手段出版。然而直到1993年，这篇论文才由莱尔·坎贝尔和弗朗西丝·卡尔图宁公开。
沃夫参加了萨丕尔在耶鲁的第一门课“美国印第安语言学”。沃夫参加了一项研究生课程，名义上是去修读语言学的博士学位，但从未获得学位，只是因为想认识萨皮尔周围的知识份子群体。在耶鲁，沃夫融入了萨丕尔学生的圈子，其中包括杰出的语言学家莫里斯·斯瓦迪士、玛丽·哈斯、哈里·霍耶、乔治·莱昂纳德·特拉格和查尔斯·F·沃格林。沃夫在萨丕尔的学生群体发挥了核心作用，受到大家尊重。
萨丕尔深刻影响的沃夫的思想。在早期的著作中，萨丕尔倾向认同洪堡派学说之中思想与语言词汇的关系，而这种学说是他从法蘭茲·鮑亞士处了解到的。该学说认为语言是民族世界观的历史体现。然而萨丕尔当时受逻辑实证主义思潮影响，包括伯特兰·罗素及路德维希·维特根斯坦早期的思想，尤其受到查尔斯·凯·奥格登和瑞恰慈《含义之含义》的影响。通过《含义之含义》这本书，萨丕尔认为自然语言可能掩盖而不是促进大脑感知、描述真实的世界。根据这种理论，正确的感知可能只通过正式的逻辑完成。在耶鲁大学早期，沃夫通过萨丕尔及自己阅读的罗素、奥格登及瑞恰慈等人的著作了解到这种思潮。随着实证科学的影响越来越深，沃夫逐渐抛弃了一些在他看来缺乏严谨性和洞察的语言和意义方法。其中一个是波兰哲学家阿尔弗雷德·柯日布斯基的普通语义学，这种学说在美国得到斯图尔特·蔡斯的支持。蔡斯钦佩于沃夫的研究工作，经常去找沃夫聊天，但沃夫不愿意，认为他“不具备处理这种课题的训练及背景”。讽刺的是，蔡斯后来为卡罗尔的沃夫论文集写了前言。

#### 霍皮语和描述性语言学研究
萨丕尔也鼓励沃夫继续自己对犹他－阿兹特克语系歷史語言學和描写语言学的研究。当地沃夫就这个话题发表多篇文章，其中一些与密友G·L·特拉格（G. L. Trager）共同出版。沃夫还对霍皮语产生了特别的兴趣，开始与住在曼哈顿的托雷瓦村（Toreva）霍皮语者欧内斯特·纳夸尤马（Ernest Naquayouma）合作。沃夫将纳夸尤马视为自己获取霍皮语知识的最大来源，尽管他在1938年到亚利桑那州塞康德梅薩霍皮族保留地的米松诺维村（Mishongnovi）展开短期考察。
1936年，沃夫获提名为耶鲁大学人类学名誉研究员（Honorary Research Fellow in Anthropology），同时在法蘭茲·鮑亞士的邀请下担任美国语言学会]]会士。1937年，耶鲁向他颁发斯特灵奖学金（Sterling Fellowship）。1937年到1938年，沃夫出任人类学讲师，接替病重的萨丕尔。沃夫为研究生级别的学生举行“美洲印第安语言学问题”的讲座。1938年，在特拉格的协助下，沃夫在耶鲁考古系做了介绍语言学研究进展的报告。报告呈现了沃夫一些影响深远的语言学理论，包括同位異音及隐蔽语法范畴的概念。Lee (1996)认为这份报告的语言学理论虽然比较浓缩，但对描述语言学的产生了影响。

#### 晚年
1938年底，沃夫的健康每况愈下。接受癌症手术后，沃夫陷入了停产期。1939年萨丕尔的去世也给了他非常大的影响。在最后两年的著作中，沃夫制订了语言相对论的研究计划。其在1939年缅怀萨丕尔的文章《习惯性思想和行为与语言的关系》（The Relation of Habitual Thought And Behavior to Language）中被视为沃夫对这个问题的明确陈述，也是他最常被引用的文章。
在人生的最后一年，沃夫在《麻省理工科技评论》发表三篇文章《科学与语言学》（Science and Linguistics）、《作为精确科学的语言学》（Linguistics as an Exact Science）和《语言与逻辑》（Language, Mind and Reality）。在这些文章中，沃夫批评了西方科学界，认为与欧洲地区的语言相比，非欧洲地区语言以更直接反映现实方面的方式展示实在的现象，建议科学界注意语言分类对描述现实世界产生的影响。沃夫特别批评印欧语系推崇本质主义的错误世界观，认为这种观念已经被科学的进步反驳，同时建议其他语言应该多些关注过程与动态，而不是稳定的本质。沃夫认为关注已被语言学研究描述的其他实在现象能对科学做出有价值的贡献，只要用某些研究方法的话。在他看来，这些研究方法中关于现实的某些假设隐含在语言本身的结构中，说明语言能引导说话者留意现实生活中被过分强调的某些现象，同时让其他现象面临被忽视的风险。

## 身后影响与评价
沃夫去世后，好友G·L·特拉格获任命为沃夫未公开手稿的策展人。其中部分手稿在沃夫去世后的几年内出版，由沃夫的另一个朋友哈里·霍耶负责。之后十年内，特拉格和霍耶对沃夫的语言相对论做了很多工作，而“萨丕尔–沃夫假说”就是霍耶在1954年的大会上提出的。特拉格当时发表题为“沃夫假说的系统化”（The systematization of the Whorf hypothesis）的文章，提出了沃夫的假说应该成为实证研究项目的基础的观点。霍吉还发表了美国西南部土著语言及文化的研究，在其中指出沃夫发现了文化范式与语言范式的联系。虽然“萨丕尔–沃夫假说”这个词从技术层面来说不恰当，但已经成为沃夫思想的代名词。约翰·A·路西认为“不管是过去还是现在，语言学家纷纷认为沃夫对语言学研究具有卓越的专业品质”。

### 普遍主义和反沃夫主义
然而去世不到10年，沃夫的研究便开始失宠，甚至受到语言、文化及心理学领域的学者严厉抨击。1953年和1954年，心理学家罗杰·布朗和埃里克·伦内伯格批评沃夫的研究依赖稗官野史，通过制造假设在科学层面上验证他的理论，但这些理论仅限于检查语法或词汇结构与认知或感知之间的因果关系。然而沃夫本人并不主张语言与思想之间有直接的因果关系，而是认为“语言和文化取长补短，共同发展”。Lucy (1992a)认为这种观点之所以会出现，是因为萨丕尔–沃夫假设旨在验证简单的因果关系，打一开始就没有验证到沃夫的观点。
1954年，布朗和伦内贝格针对感知和词汇之间差异容易辨别的色彩词发表研究，证明祖尼语中的色彩词稍微证明色彩词的语义分类对颜色感知的影响较弱。为了得出结论，他们对语言相对论进行实证研究。
随着1960年代到1980年代诺姆·乔姆斯基以正式的普世主义术语重新定义语言学及心理学的大部分内容，沃夫假说的实证研究有所下降。当时有几项研究驳斥了沃夫的假说，显示语言多样性只是流于表面的饰面，掩盖了潜在的普遍认知原则。这些研究严厉批评和讽刺了沃夫的分析方法和所用事例，甚至嘲笑他没有获得语言学的学位。到了1980年代，外界每每提及沃夫或萨丕尔–沃夫假说的时候，都继续用嘲讽的观点看待，导致人们普遍认为沃夫的思想已经被证明是错误的。由于在这几十年内受到学术界的恶劣对待，沃夫被认为是“语言学入门文本最长批判的男孩之一”。到1980年代末，伴随着认知语言学和心理语言学的诞生，学术界开始质疑早前批评沃夫是否合理，部分语言学家开始重建沃夫的声威。
到1960年代，分析哲学家开始注意到萨丕尔–沃夫假说，马克思·布莱克和唐纳德·戴维森等哲学家严厉批评沃夫强烈的相对主义观点。布莱克形容沃夫对形而上学的看法“业余得粗鲁”。在他和戴维森看来，按照沃夫的观点及语言相对论的概念，概念方法不同的语言不可能相互翻译。然而莱维特、李等人近年来的评估认为布莱克和戴维森对沃夫观点的描述不正确，而且考虑到他花时间在不同的概念方案之间进行转换，甚至可以说相当荒谬。
埃里克·伦内伯格、诺姆·乔姆斯基和斯蒂芬·平克也批评沃夫对语言影响思想的描述不正确，无法用真实的证据支持这个假设。通常来说，沃夫会采用稗官野史或推测的证明来证明自己的观点，试图证明“奇异”的语法特征与同样被认为奇异的思想世界有联系。就连为沃夫辩护的人业承认他的写作风格时常令人费解，时常自造新词，认为这体现他对语言使用的认识，体现他不愿使用可能具有预先存在含义的术语。McWhorter (2009:156頁)认为沃夫被土著语言的异域风情迷惑，因而把它们夸大和理想化了。喬治·萊考夫认为，沃夫倾向于异化必须由历史背景判断的数据：沃夫和其他博厄斯学派学家做研究时，种族主义和极端爱国主义思想盛行，很多人根本无法想象“蛮族”也有可弥补的品质，或是他们语言的复杂性和欧洲语言相当。就莱考夫本人所见，沃夫应被视为“不仅是语言学的先驱，还是人类的先驱”。
时至今日，普遍主义学派的追随者仍继续反对语言相对论的概念，认为不合理，甚至说是荒谬。例如，斯蒂芬·平克在《语言本能》一书中认为思想早于语言存在，而且独立于语言。这种观点得到语言哲学家杰瑞·福多、约翰·洛克及柏拉图等人支持。按照这种解释，语言与人类思想无关，因为人类不会用“自然”语言思考，例如任何用来交流的预言。相反，人类用先于自然语言出现的元语言思考，这种元语言就是福多所说的“心语”。平克攻击了他自己认为的“沃夫的激进立场”，宣称“对沃夫的论点研究得越多，它们的意义就越小”。支持“相对论”的学者约翰·A·路西和斯蒂芬·C·莱文森认为平克误解了沃夫的观点，在做稻草人论证。

### 沃夫主义的复兴
自1990年代起，语言相对论的研究开始复兴，在一连串有利的实验结果影响下，沃夫主义重新受到青睐，特别是在文化心理学和语言人类学领域。第一个正面支持沃夫相对论观点的研究由乔治·莱考夫的研究“妇女、火灾和危险物品”（Women, Fire and Dangerous Things）提出，文章认为沃夫对文法和词汇类别是概念化差异来源的研究一直正确。1992年，心理学家约翰·A·露西针对该课题发表两部著作，一部分析语言相对论假设的知识谱系，认为以前的研究未能理解沃夫思想的微妙之处，一直无法制定能真正检验沃夫主张的研究议程，从而提出可以对语言相对论的假设进行实证检验的研究设计，避免重蹈早期研究的一个陷阱，也就是倾向预设他们正在研究的类别具有普遍性；另一部则介绍了墨西哥猶加敦馬雅語语法范畴与认知关系的实证研究。
1996年，佩妮·李（Penny Lee）对沃夫著作的重新评估出版，恢复沃夫作为严肃而有能力的思想家的声望。李认为之前对萨丕尔–沃克假说的探索很大程度上忽略了沃夫实际的实际著作，所以提出的问题与沃夫提出的问题非常不同。同年，约翰·J·冈佩兹和斯蒂芬·C·莱文森主编的《重新思考语言相对论》（Rethinking Linguistic Relativity）云集了一众心理语言学家、社会语言学家及语言人类学家，介绍如何重新关注如何更新沃夫理论的问题，以及在后续评估奠定语言相对论范式发展过程的新方向。从那时起，对语言相对论实证研究大量出现，其中马克斯·普朗克心理语言学研究所促成了两卷语言相对论研究的著作，此外还有莱拉·博罗季茨基和德德·根特纳等美国高校专家的研究。
有别于经常被批评“乏味”、“无聊”的普遍主义学派，学界对语言类别对思想或行为影响的积极发现往往微妙而不壮观，显示沃夫对语言相对论的兴奋承诺了后续的发现比已经有的更加壮观。
沃夫的观点一直被拿来和弗里德里希·尼采和路德维希·维特根斯坦的作比较，两者都认为语言对思想和推理有重要影响。另外，沃夫的假说也与利維·維谷斯基等心理学家的观点进行了比较，其中维谷斯基提出的社会建构主义认为儿童的认知发展是通过语言的社会使用来调节的。维谷斯基和沃夫一样对格式塔学派 感兴趣，也读过萨皮尔的作品。其他人则认为沃夫的研究和文化理论家米哈伊尔·米哈伊洛维奇·巴赫京的概念有相似之处，其中巴赫京读过沃夫的著作，其研究文本意义的方法同样具有整体性和相对性。沃夫的观点也被认为是对实证主义学的激进批判。

## 理论

### 语言相对论
沃夫极力推崇自创的语言相对论理论，但该理论通常被称为“萨丕尔–沃夫假说”，以沃夫及爱德华·萨丕尔的名字命名。然而沃夫从未以假说形式阐述理论，而且理论所提到的语言学分类影响认知和认识的观点前人早已提出。但由于沃夫在文章提到了特定语言影响认知机行为样式的具体例子，后人开始以此展开观察研究，也就是一般所说的“萨丕尔–沃夫研究”。

#### 沃夫理论的来源
沃夫和萨丕尔深受阿尔伯特·爱因斯坦广义相对论影响，因此语言相对论指的是特定语言的语法及语义范畴的概念所提供的观察媒介的参考框架。依照博厄斯最初的观察，萨丕尔发现给定语言的说话者会把不同的声音感知为相同的声音，前提是声音来自潜在的音素且不影响语义变化。另外，说话者会十分注意声音，特别是相同的两个声音来自不同的音素的情况下。这种区分是各种观察的参考框架引发不同的注意和感知模式的一个例子。
沃尔还受到格式塔学派的影响，认为语言需要说话者将相同的事件描述为不同的格式塔结构，也就是他所说的“与经验隔离”。比如说，清理一把枪的动作用英语和用肖尼语表达是不同的：英语侧重于两个对象之间的工具关系及动作目的（清理泥土），肖尼语则侧重于动作——利用手臂在洞里挖出一个干燥的空间。两者描述的事件一样，但对图像-背景的关注点不同。

#### 语言对思维的影响程度
从表面上看，沃夫的一些陈述解释了他支持语言决定论的原因，其中沃夫经常被引用的一段话这样写道：
我们人类沿着母语划定的路线剖析本质，但在本质里找不到我们从现象世界中分离出来的类别和范畴，因为他们正盯着每位观察者的脸看。相反，世界是以千变万化的印象流呈现的，这些印象流必须要由我们的思想组织，而我们的思想很大程度上是由思想里的语言系统组织的。我们剖析本质，把本质组织成概念，像我们赋予自己意义一样赋予他们意义。很大程度上，这是因为我们用这种方式缔约了一份组织思想的协议，这份协议贯穿了我们的语言群落，被编入我们的语言范式里。当然了，这份协议很含糊、没有文字说明，但其中的条款是强制执行的。除非我们遵守条约规定的数据分类，否则根本无法交谈。因此我们会被引入到相对论这种全新的原理中。按照这个原理，所有观察者不会被物理证据引导到同一个宇宙场景中，除非他们的语言背景类似，或者可以用某种方式进行校准。
从这个关于语言条款强制性本质的论述中可以看出沃夫认为语言完全定义了可以概念化的事物范畴。然而，新沃夫学派认为沃夫这段话讲的是我们现实生活中说的条款，而不是我们思想中的条款。沃夫认为语言群落里的人如果要交流思想和经验，必须要用共通语言中的语言类别，这就需要把经验塑造成能说的语言的形式，也就是“为说话而思考”的过程。这种解释得到沃夫后来的说法的支持：“没有人可以用绝对公正的角度自由阐述本质。即便在他认为自己最自由的时候，他的阐述也会受到某些解释方式的限制。”同样地，观察者会被引导到不同宇宙途径的说法也一直被理解成一个论点，即不同的概念化是不可通约的，所以不可能在不同概念和语言系统之间进行翻译。新沃夫学派认为这是一种误读，因为纵观沃夫所有的研究，一个中心点是这样的系统可以“校准”，因此可以通约，前提是通过语言分析找出概念方案的差异。

#### 霍皮族时间概念
沃夫对霍皮族时间概念的研究一直是语言相对论讨论最多、争议最大的一个实例。根据沃夫的分析，霍皮族对时间的概念化、对时间关系的阐述及霍皮语语法之间存在联系。他认为霍皮族将时间理解为概念类别是一种根本性差异，因而把这当成证明语言相对论存在的最缜密论据的基础。在他看来霍皮语不像英语及其他标准欧语那样把时间流当成一系列不同的可数实例，例如“三天”或“五年”，而是一个单一的过程。由于存在这种差别，霍皮语缺少指时间单位的名词。他认为霍皮族的时间观是他们文化各方面的基础，可以进一步解释他们的某些行为模式。在1939年纪念萨丕尔的论文中，沃夫写道：“可以说霍皮语没有指向我们所说的‘时间’（或过去、现在、未来）的词汇、语法形式、结构或表达。”
然而，语言学家埃克哈特·马洛特基以霍皮族中对时间的表达为例子，质疑沃夫对霍皮族时间表达及概念的分析。他认为，霍皮语的时态系统由未来及非未来组成，即过去和现在被列为同个时态，所以不像欧洲语言那样有三个时态。普遍观点认为，马洛特基的批评是驳斥沃夫思想和语言相对论概念的最后证据，其他学者则为沃夫的分析辩护，认为他不是在主张霍皮族缺乏描述时间的词语或类别，而是说霍皮族的时间概念与讲英语的人完全不同。沃夫提到霍皮族的时态分类没像欧洲语言那样一致分为过去、现在和未来，而是把过去和现在归为同个时态，把还没有发生及未来会发生的事情归为另一个时态。他还提到一连串被称为“张量”的词干，这些词干就是在描述时间的概念，虽然没有像英语及大多数欧洲语言那样指可数的时间概念。

### 对语言学理论的贡献
沃夫对“明显”（表型）和“隐蔽”（隐型）语法类别的区分给语言学及考古学带来了极大的影响。英国语言学家韩礼德认为沃夫对“隐性类型”的主张及“语法如何模拟现实”的概念“最终被证明是20世纪语言学的一大贡献”。
另外，沃夫还提出了描述单个上位音素的位置语音变体的同位异音概念。通过这项发现，沃夫为早期的音位理论奠定了基石。同位异音概念后来被G·L·特拉格和伯纳德·布洛赫在1941年一份介绍英语音韵学的论文中推广，进而成为美国结构主义传统的一项标准用法。沃夫认为同位异音是语言相对论的另一个例子，其概念描述了从声学层面听起来不同的声音如何被视为单个音位的反射。这种现象有时让母语者以为发音不同的词语其实类似，甚至在没有经过特殊训练的情况下无法从听觉上分辨。沃夫写道：“（同位异音）也是一种相对论。客观地从声学及心理学上看，音素的同位异音或许非常不一样，因此无法分辨。你必须把观察者放在这种画面中。语言模式让相同点相同，让不同点不同（Whorf, 1940）。”
沃夫调查时运用的核心方法后来被G·L·特拉格在1950年发表的四篇关于沃夫的论文中被称为“元语言学”。沃夫对说话者意识到所使用语言、能够用语言本身描述和分析语言的方式极为感兴趣。沃夫认为，对世界进行更准确描述的能力部分取决于构建元语言来描述语言如何影响体验的能力，以及后续校准不同概念方案的能力。从那以后，沃夫就把全部精力投入到元语言学及元语言意识中，两者于1979年由迈克尔·希尔弗斯坦激进且影响力地重读沃夫研究时公开，随后列入语言人类学。

### 研究犹他－阿兹特克语系
沃夫对萨丕尔1915年验证为有效语系的猶他－阿茲特克語系进行了重要研究。1928年认识萨丕尔之前，沃夫研究了之前已经认识的属于该语系的纳瓦特尔语、特佩卡诺语和托何那奥丹语。在耶鲁期间，沃夫发表了多篇关于犹他－阿兹特克语系的文章，例如《土巴图拉巴语注解》。1935年，他出版了《犹他－阿兹特克语系比较语言学》（The Comparative Linguistics of Uto-Aztecan），评估了阿尔弗雷德·路易斯·克鲁伯对犹他－阿兹特克语言学的统计。沃夫的工作进一步巩固了犹他－阿兹特克语系比较研究的基础。
沃夫研究的首个美国土著语言是犹他－阿兹特克语系的纳瓦特尔语，最初的研究探讨了殖民地的语法及文件，后来针对该课题于1930年进行首次实地研究。根据自己对古典纳瓦特尔语的研究，沃夫认为纳瓦特尔语是一门寡合成语言（这是由他发明的类型学范畴）。在墨西哥与母语者合作的时候，沃夫研究了高米尔帕和迪坡斯特蘭的方言。其对高米尔帕纳瓦特尔语方言的草图直到身后才由哈里·霍耶出版，被许多学者认为是“现代纳瓦特尔语”的基本描述。由于倾向用自己发明的术语介绍语法概念，沃夫对这些方言的描述相当浓缩，某些地方晦涩难懂。除此之外，他还分析了这些方言的韵律，认为这和纳胡语的声门塞音和元音长度的历史发展有关。这项研究于1993年由莱尔·坎贝尔（Lyle Campbell）和弗朗西斯·卡尔图宁（Frances Karttunen）出版，两者认为它为两种濒危的方言提供了有价值的描述，是同类研究中唯一一个对超音段现象进行详细的语音分析。
沃夫在犹他－阿兹特克语言学的一大成是确定纳瓦特尔语具有语系其他语种没有的音素/tɬ/的原因。纳瓦特尔语的/tɬ/让之前的语言学家很迷惑，促使萨丕尔单凭阿兹特克人的证据构建原始犹他－阿兹特克语的/tɬ/音素。在1937年于《美国人类学家》期刊发表的文章中，沃夫认为纳胡语或阿兹特克语中/a/前的音素/tɬ/的从最初的/t/变为[tɬ]，这种语言变化被称为“沃夫法则”。尽管这个法则详细描述的确切变化条件已有发现，但仍被认为十分重要。
同样在1937年，沃夫与好友G·L·特拉格共同发表了一份详细介绍阿兹特克-塔诺安语系的论文。这个语系最初由萨丕尔提出，当时被认为是犹他－阿兹特克语系和基奥瓦－塔诺安语（特瓦语和基奥瓦语）的组成部分。

### 玛雅象形文字
在1930年代一系列已发表和未发表的论文中，沃夫认为玛雅文字在某种程度上属于拼音。尽管他解谜玛雅文本的研究获得哈佛大学的阿尔弗雷德·托泽的支持，古玛雅文化的权威学者J·E·S·汤普森仍猛烈抨击他的看法，认为玛雅文字缺乏语音成分，无法通过语言分析破译。沃夫认为，正是学界不愿对玛雅语言进行语言分析，解密工作才受到阻碍。在有些符号元素中，沃夫找到了语音值的线索，但从未意识到该系统采用语素文字。虽然沃夫认识玛雅文本的方法如今被证实是误读，但其认为文字是可以破译的拼音文字的中心主张得到了验证，其中尤里·克诺罗佐夫就在1950年代从音节层面破译了玛雅文字。

### 评注
1. ↑  报告于Lee (1996)重印
2. ↑  详细参见针对语言相对论和颜色命名的辩论（英语：Linguistic relativity and the color naming debate）
3. ↑  参见Malotki (1983)第623、624和631页。该书与后来的Pinker (1994)、Pinker (2007)和McWhorter (2009)相比较温和
4. ↑  Leavitt (2011)指戴维森引用了沃夫的一篇论文，声称其中提到英国人和霍皮人时间的看法“不能校准”。然而，“校准”（calibrate）这个词没有出现在戴维森所引的论文中。而在其他使用该词的论文中，沃夫明确指出这两个概念“可以”被校准。莱维特认为这就是沃夫一直以来被人误解的一个特点，Lee (1996)、Alford (1978)和Casasanto (2008)等人则与莱维特有类似看法。
5. ↑  参见尼克·叶（英语：Nick Yee）对平克批评意见的评估 （页面存档备份，存于），以及丹·“月鹰”·阿尔福德（Dan "Moonhawk" Alford）反驳乔姆斯基的批评 （页面存档备份，存于）（第二篇 的存檔，存档日期2019-09-05.。
6. ↑  麦克沃特错误引用了保罗·凯（Paul Kay）和威利·特肯普顿（Willett Kempton）1984年的文章《萨丕尔-沃夫假说是什么》（Kay & Kempton (1984)）；该文章批评解释沃夫研究的人只愿意接受认知层面的巨大差异。麦克沃特将这种观点归咎于两人，认为他们实际上是在批评沃夫本人。
7. ↑  非印欧语系不常使用三时态区分，而是以现实（过去/现在）和非现实（未来）语气作区分，采用完成时态来描述过去，例如格陵兰语。然而这种特点在沃夫写作时没有被发现。在对马洛特基研究的评估（Comrie (1984)）中，伯纳德·科姆里认为马洛特基列举的许多时态区分的例子实际上是语气区分。
8. ↑  未发表的评论在Lee (2000:50頁)中被引用
9. ↑  两人采用“Azteco-Tanoan”一词称呼，而不是萨丕尔的“Aztec-Tanoan”，但后者一直得到沿用。

## 脚注
1. ↑  Newcombe & Uttal (2006); Chapman & Routledge (2005:268–71頁)
2. 1 2  Heynick (1983)
3. ↑  Kahane, Henry; Kahane, Renée. . The Journal of Aesthetic Education. 1983, 17 (4): 65–89. JSTOR 3332265. doi:10.2307/3332265.
4. ↑  Klautke, Egbert.  (PDF). Central Europe. 2010, 8 (1): 1–19  [2020-07-08]. S2CID 14786272. doi:10.1179/174582110X12676382921428. （原始内容 (PDF)存档于2020-07-11）.
5. ↑  Carroll (1956:1頁)
6. ↑  Carroll (1956:2–3頁)
7. 1 2  Carroll (1956:6頁)
8. ↑  Carroll (1956:4頁)
9. ↑  Pullum (1991)
10. ↑  Bergman (2011); Lakoff (1987:324頁)
11. ↑  Lee (1996:21–22頁)
12. ↑  Rollins (1972); Rollins (1971)
13. ↑  Algeo (2001)
14. ↑  Carroll (2005)
15. 1 2 3  Joseph (2002)
16. 1 2 3 4  Carroll (1956:10–11頁)
17. ↑  Carroll (1956b)
18. 1 2  Carroll (1956)
19. ↑  Lee (1996:10頁)
20. 1 2  Whorf, Campbell & Karttunen (1993)
21. ↑  Darnell (2001)
22. ↑  Lee (1996:16頁)
23. 1 2  Dinwoodie (2006:346頁)
24. ↑  Lee (1996:11頁)
25. ↑  Darnell (1990:380–1頁)
26. ↑  Lee (2000:47頁)
27. 1 2  Subbiondo (2005)
28. ↑  Leavitt (2011:169頁)
29. ↑  Trager (1959)
30. ↑  Leavitt (2011:169頁); Lucy (1997:294頁)
31. ↑  Lucy (1992b:25頁)
32. ↑  Lenneberg (1953); Brown & Lenneberg (1954)
33. ↑  Lenneberg & Roberts (1956)
34. ↑  Berlin & Kay (1969)
35. 1 2  Malotki (1983)
36. ↑  Parry-Jones (1997)
37. ↑  Leavitt (2011:189–212頁); Lee (1997);Gumperz & Levinson (1996); Levinson (2012)
38. ↑  Davidson (1973)
39. ↑  Black (1959:230頁)
40. 1 2  Leavitt (2011:177–178頁)
41. ↑  Lee (1996:121–22頁)
42. ↑  Chomsky (1973)
43. 1 2  Pinker (1994)
44. 1 2  Pinker (2007)
45. ↑  Ridington (1987:18頁)
46. ↑  Lakoff (1987:330頁)
47. ↑  Gumperz & Levinson (1996:23頁)
48. ↑  Pinker (1994:60頁)
49. ↑  Lee (1996:19–20頁); Casasanto (2008);Gumperz & Levinson (1996); Darnell (2006);Lamb (2000); Levinson (2012)
50. ↑  Leavitt (2011:189–212頁); Casasanto (2008);Reines & Prinze (2009); Boroditsky (2003); Nisbett (2003:159頁); Lee (1997); Darnell (2006)
51. ↑  Lakoff (1987)
52. ↑  Lucy (1992a)
53. ↑  Lucy (1992b)
54. ↑  Lee (1996)
55. ↑  Lee (2000:45頁)
56. ↑  Lucy (1997)
57. ↑  Pütz & Verspoor (2000); Niemeier & Dirven (1997)
58. ↑  Leavitt (2011:205頁)
59. ↑  McWhorter (2009)
60. ↑  Deutscher (2010:156頁)
61. ↑  Pula (1992)
62. ↑  Kienpointner (1996)
63. ↑  Chatterjee (1985)
64. ↑  Schultz (1990)
65. ↑  Dufva (2004)
66. ↑  Carroll (2005); Newcombe & Uttal (2006)
67. ↑  Alford (1981)
68. ↑  Lee (1996:88頁)
69. ↑  Lee (1996:202頁)
70. ↑  Lamb (2000); Lee (1996:120–124頁)
71. ↑  Gumperz & Levinson (1996:22頁); Levinson (2012)
72. ↑  Lee (1996:140頁); Lee (1991)
73. ↑  Halliday (1985:188頁)
74. ↑  Lee (1996:46, 88頁)
75. ↑  Trager & Bloch (1941)
76. ↑  Hymes & Fought (1981:99頁)
77. ↑  Lee (1996:224–250頁)
78. ↑  Silverstein (1979)
79. ↑  Zhou (2000:347頁);Duranti (2003); Schultz (1990:21–22頁); Mertz & Yovel (2010)
80. ↑  Carroll (1956:16–17頁); Whorf, Campbell & Karttunen (1993)
81. ↑  Thompson (1950)
82. ↑  Coe (1992)
83. ↑  Houston, Chinchilla Mazariegos & Stuart (2001:144, 156頁)